# فلوريس الثالث، كونت هولندا
فلوريس الثالث من هولندا (1141 – 1 أغسطس 1190)، كونت مقاطعة هولندا منذ 1157 وحتى 1190. كان ابن ديريك السادس وصوفيا من راينك، وريثة Bentheim.